# Малумян, Артак
Артак Малумян (арм. Արտակ Մալումյան; род. 5 мая 1981, Кировакан, Гугаркский район) — армянский боксёр, представитель полутяжёлой весовой категории. Выступал за сборную Армении по боксу в конце 1990-х — середине 2000-х годов, бронзовый призёр чемпионата мира, победитель и призёр ряда крупных международных турниров. Вице-президент Федерации бокса Армении.

## Биография
Артак Малумян родился 5 мая 1981 года в Кировакане, Армянская ССР. Учился в местной средней школе № 2, затем поступил в Армянский государственный институт физической культуры — окончил его в 2002 году, получив квалификацию педагога по физической культуре, тренера по боксу. После института в течение двух лет проходил службу в Вооружённых силах Армении, представлял Центральный спортивный клуб армии.
Впервые заявил о себе на международном уровне в сезоне 1998 года, когда вошёл в состав армянской сборной и выступил на юниорском мировом первенстве в Буэнос-Айресе.
В 1999 году в категории до 67 кг выиграл серебряную медаль на юниорском европейском первенстве в Раеке, боксировал на Кубке Акрополиса в Афинах.
В 2001 году в полутяжёлой весовой категории одержал победу на международном турнире Gee-Bee в Хельсинки, в частности в финале взял верх над украинцем Вячеславом Узелковым. На чемпионате мира в Белфасте был остановлен в 1/8 финала французом Жоном Дови.
В 2003 году участвовал в Кубке Акрополиса в Афинах, где уже в стартовом поединке потерпел поражение от азербайджанца Али Исмаилова, отметился победой на Кубке Чёрного моря в Судаке.
На чемпионате Европы 2004 года в Пуле дошёл до четвертьфинала, проиграв представителю Украины Андрею Федчуку. Боксировал на Мемориале Странджа в Пловдиве — здесь уступил местному болгарскому боксёру Тервелу Пулеву.
Наивысшего успеха в своей спортивной карьере добился в сезоне 2005 года, когда на чемпионате мира в Мяньяне завоевал бронзовую награду в полутяжёлом весе — в полуфинальном поединке со счётом 10:20 потерпел поражение от хорвата Марийо Шиволии.
В 2006 году боксировал на Мемориальном турнире Феликса Штамма в Варшаве и на Гран-при Усти в Чехии, где в четвертьфинале был побеждён россиянином Артуром Бетербиевым. На чемпионате Европы в Пловдиве вновь встретился в четвертьфинале с Бетербиевым и на сей раз уступил ему досрочно во втором раунде. По окончании сезона завершил спортивную карьеру.
Впоследствии в 2009—2013 годах занимал должность вице-президента Федерации бокса Армении.